# 崀山镇
崀山镇，是中华人民共和国湖南省邵陽市新宁县下辖的一个行政建制镇。
崀山镇为越城岭崀山所在。部分辖区在明代为新宁县所管辖的八峒瑶山。当时八峒中的黄背峒、罗绕峒、深冲峒大部分今属崀山镇:41。辖区内的东岭林场，是隶属湖南省林业局、以采伐利用为主的商品型国有林场。全场国有经营面积5.18万亩，其中林地4.34万亩。

## 行政区划
崀山镇下辖以下地区：
窑市社区、窑市村、茶亭村、水溪村、盆溪村、田心村、六坪村、黄背村、里溪村、肖市村、船形村、七星桥村、东岭村、分水村、九龙村、水源村、金坪村、崀笏村、崀山村、联合村、石田村、大红村、双江村、坪地村、连山村、茶山村、深冲村、高田村和新宁县东岭林场。